# Tötungsdelikt Romina Ashrafi
Romina Ashrafi (* 6. August 2006 in Talesh, Iran; † 21. Mai 2020 in Talesh, Iran) war ein 13-jähriges iranisches Mädchen, das von ihrem Vater getötet wurde. Über den „Ehrenmord“ und die Begleitumstände wurde in der nationalen und in der internationalen Presse intensiv berichtet.

## Hintergrund der Tat und Tathergang
Romina Ashrafi hatte eine romantische Liebesbeziehung mit Bahman Khavari (28) und das Paar wollte heiraten. Der Vater des Mädchens war jedoch gegen die Verbindung, woraufhin Romina mit Bahman aus ihrem Elternhaus floh. Während der Flucht veröffentlichten sie ein gemeinsames Foto auf Instagram, welches belegen sollte, dass Romina freiwillig ihr Elternhaus verlassen hatte und nicht von Bahman entführt wurde. Esfandiar Ashrafi, der Bruder von Romina gab an, dass das veröffentlichte Foto für die Familie ehrverletzend und ein wesentlicher Grund für die folgende Eskalation war. Bahman bestritt dies und gab in einem Interview an, dass seine Zugehörigkeit zur sunnitische Minderheit im Iran einzig ein Problem für den Vater von Romina gewesen sei.
Nach fünf Tagen wurde das Paar von der iranischen Polizei aufgegriffen. Aus Angst vor einer möglicherweise gewalttätigen Reaktion ihres Vaters flehte Romina Ashrafi die Sicherheitskräfte an, sie nicht nach Hause zu bringen. Dieser Wunsch wurde ihr verwehrt und sie wurde von der Polizei in die Obhut ihres Vaters gegeben. Ihr Vater enthauptete sie in den Morgenstunden, während sie schlief, mit einer Sichel. Zuvor hatte er ihr nahegelegt, sich mit Rattengift selbst zu töten. Er stellte sich nach der Tat der Polizei.
Die Mutter von Romina gab an, dass sie zum Tatzeitpunkt in der Waschküche war und diese von ihrem Mann versperrt wurde. Sie hätte geschrien und nach Romina gerufen, jedoch hat niemand geantwortet. In dem Zimmer, in welchem Romina getötet wurde, schlief auch ihr 6-Jahre alter Bruder. Laut Berichten in iranischen Medien hatte der Vater von Romina sich vor der Tat bei einem Anwalt informiert, welche Strafe ihn bei einem Mord erwarten würde.
Zu Rominas Tod lud der Vater, gemeinsam mit den beiden Großvätern, ihren Onkeln und ihren Brüdern, die Dorfbewohner zu einer Trauerfeier ein. Auf der Einladungskarte stand: „Wir sind der göttlichen Vorsehung ergeben.“ Bei der Beisetzung auf dem Friedhof forderte Rana Dashti, die Mutter von Romina, wegen des Mordes die Höchststrafe für den Täter.

## Reaktionen
Das Tötungsdelikt löste zahlreiche Reaktionen in den sozialen Medien aus und über den Fall wurde in der nationalen und internationalen Presse ausführlich berichtet.
Im Iran kam es in Folge zu landesweiten Protesten. Zahlreiche internationale Organisationen (UNICEF, NCRI, Amnesty International) gaben Erklärungen ab, in welchem sie für den Mord an Romina die unzureichende Gesetzgebung im Iran mitverantwortlich machten. Sie forderten eine Gesetzesverschärfung zum besseren Schutz von Frauen. Reza Pahlavi, der im US-Exil lebende Sohn des durch die Islamische Revolution gestürzten Schahs von Persien, forderte im Zusammenhang mit dem Mord an Romina eine Abkehr von der religiös geprägten iranischen Staatsordnung und die Rückkehr zu einer säkularen Rechtsordnung.
In Reaktion auf die Tat drückte Präsident Hassan Ruhani sein Bedauern aus und forderte in einer Kabinettssitzung die Reform der Schutzrechte für Frauen. Ruhanis Frauenbeauftragte Massumeh Ebtekar erklärte auf Twitter, dass es eine Reform der entsprechenden Gesetze bedarf, damit die Täter zukünftig härter bestraft werden können. Die Internationale Gesellschaft für Menschenrechte (IGFM) sah in der Aussage Ruhanis nur eine „hohle Phrase zur Beruhigung und Täuschung der Öffentlichkeit“, da die konservative Justiz im Iran eine derartige Gesetzesreform ablehnen werde.
Die als konservativ geltende Justiz im Iran gab an, dass sie den Fall in einem Sondergericht näher untersuchen will. Der Nachrichtenagentur ISNA zufolge erklärte der Wächterrat, durch seinen Sprecher Abbasali Kadkhodaie, dass der Mord an Romina „ein unverzeihliches Verbrechen“ sei, welches gegen das islamische Recht verstoße. Man wäre empört, glaube aber nicht, dass es nur einer Gesetzesänderung bedürfe. Man sei bereit, „zeitnah jegliches Gesetz zu unterstützen, das eine schärfere Strafe für die Väter vorsieht“. Der Chef der iranischen Justiz, Ebrahim Raisi, meinte zur Ermordung, diese sei „auf den geistigen und moralischen Verfall der Gesellschaft zurückzuführen“.
Tatsächlich wurde kurz nach der Ermordung von Romina im Iran ein Gesetz zum besseren Schutz von Frauen auf den Weg gebracht, welches aber noch nicht rechtskräftig ist. Ein erster Entwurf zu diesem Gesetz wurde noch unter Präsident Mahmoud Ahmadinejad (2005–2013) erstellt, jedoch nie fertig gestellt. Kurz nach der Wahl von Hassan Rouhani zum Präsidenten des Irans im Jahr 2013 wurde das Gesetz vervollständigt und zur Prüfung an die Justiz übergeben; dort gab es aber für viele Jahre keine erkennbaren Fortschritte. Man geht davon aus, dass die Ermordung von Romina und die darüber geführte öffentliche Debatte im Iran den Gesetzgebungsprozess einen neuen Schub verliehen hat.
Reza Ashrafi, der Vater von Romina, wurde zu neun Jahren Haft und der Zahlung eines Blutgelds verurteilt. Nach aktueller Gesetzgebung liegt im Iran die Höchststrafe für einen innerfamiliären Mord bei zehn Jahren Freiheitsstrafe. Der Freund von Romina, Bahman Khavari, wurde mit zwei Jahren Haft bestraft.

## Trivia
In der Berichterstattung über das Tötungsdelikt wird Romina zumeist mit einem Foto abgebildet, bei welchem sie vor einem Haus steht und einen Strauß gelbe Blumen im Arm hält. Sie trägt eine türkisfarbenen Hijab, einen dunklen Mantel, Jeans und Turnschuhe. Die Hijab bedeckt dabei nur einen Teil ihrer Haare und die Jeans ist etwas kürzer geschnitten und zeigt einen kleinen Ausschnitt ihrer Knöchel. Für die nationale Berichterstattung über den Ehrenmord wurde das Bild retuschiert. Die Jeans und der Mantel wurden dabei verlängert und die Hijab verdeckt in der Bildkopie die kompletten Haare. Diese Bildmanipulation wurde verschiedentlich thematisiert und kritisiert.

## Einzelbelege
1. ↑  Kareem Khadder, Nada AlTaher, Ramin Mostaghim and Richard Roth: Death of 14-year-old Iranian girl in so-called 'honor killing' sparks outrage, CNN. 29. Mai 2020, abgerufen am 11. Mai 2021 (englisch).
2. ↑  o.A.: Mädchen (14) im Schlaf von Vater enthauptet, Bild Online. 28. Mai 2020, abgerufen am 11. Mai 2021.
3. ↑  Radio Farda: Man Who Ran Away With 14-Year-Old Girl In Iran Arrested After Father Killed Her. 29. Mai 2020, abgerufen am 11. Mai 2021 (englisch).
4. ↑  The Free Iran Herald: Iran: Father Beheads 14-year-old Daughter as She Slept in Honor Killing. 27. Mai 2020, abgerufen am 14. Mai 2021 (englisch).
5. ↑  Nasrin Bassiri: Härtere Strafen für „Ehrenmorde“?, journal21. 28. Juni 2020, abgerufen am 11. Mai 2021.
6. ↑  Moritz Baumstieger: Der Ehrenmord, der Rechtsgeschichte schreiben könnte, Süddeutsche Zeitung. Abgerufen am 10. Mai 2021.
7. ↑  CNN: Death of 14-year-old Iranian girl in so-called 'honor killing' sparks outrage. Abgerufen am 10. Mai 2021 (englisch).
8. ↑  Shabnam von Hein: Debatte über „Ehrenmord“ im Iran, Deutsche Welle. Abgerufen am 10. Mai 2021.
9. ↑  Deutsche Welle (www.dw.com): Debatte über „Ehrenmord“ im Iran | DW. 2. Juni 2020, abgerufen am 10. Mai 2021.
10. ↑  Nasrin Bassiri: Neun Jahre Haft für „Ehrenmord“, journal21. 31. August 2020, abgerufen am 28. Juni 2020.
11. ↑  Associated Press: Romina Ashrafi: outcry in Iran over so-called 'honour killing' of 14-year-old girl. 28. Mai 2020, abgerufen am 10. Mai 2021 (englisch).
12. ↑  Jackie Salo: Iranian girl, 13, beheaded by father in ‘honor killing’ as she slept. In: New York Post. 27. Mai 2020, abgerufen am 10. Mai 2021 (amerikanisches Englisch).
13. ↑  o.A.: World reacts to Romina Ashrafi’s murder in Iran honor killing. In: Women’s News. 30. Mai 2020, abgerufen am 12. Mai 2021 (amerikanisches Englisch).
14. ↑  Moritz Baumstieger: Der Ehrenmord, der Rechtsgeschichte schreiben könnte. In: Der Bund. 28. Mai 2020, abgerufen am 15. Mai 2021.
15. ↑  dpa/gub: Proteste nach „Ehrenmord“ an 14-jährigem Mädchen, WELT. 29. Mai 2020, abgerufen am 11. Mai 2021.
16. ↑  IGFM: Grausamer Ehrenmord an Romina Ashrafi, IDFM. 10. Juni 2020, abgerufen am 11. Mai 2021.
17. ↑  Nasrin Bassiri: Härtere Strafen für „Ehrenmorde“?, journal21. 28. Juni 2020, abgerufen am 11. Mai 2021.
18. ↑  Human Rights Watch: Iran: Adopt Draft Law to Protect Women, HRW. 4. Dezember 2020, abgerufen am 11. Mai 2021 (englisch).
19. ↑  RFE/RL’s Radio Farda: Iran’s Cabinet OKs Bill To Protect Women From Violence That Critics Say Falls Short, RFE/RL. 4. Januar 2021, abgerufen am 11. Mai 2021 (englisch).
20. ↑  itv: Iran approves long-awaited bill to help protect women against domestic violence – but does it go far enough?, itv. 5. Januar 2021, abgerufen am 13. Mai 2021 (englisch).
21. ↑  Maziar Motamedi: ‘Protecting dignity’: Iran’s push to fight violence against women, aljazeera. 28. Februar 2021, abgerufen am 13. Mai 2021 (englisch).
22. ↑  o.A.: Neun Jahre Haft für „Ehrenmord“, Iran Journal. 31. August 2020, abgerufen am 11. Mai 2021.
23. ↑  Arezou Saaberi: The Case of Romina Ashrafi: Laws by Criminals for Criminals, irantrue.com. 30. Mai 2020, abgerufen am 15. Mai 2021 (englisch).